# Яворек, Юстин
Юстин Яворек (словац. Justín Javorek; 14 сентября 1936, Voderady, Трнава — 15 сентября 2021) — чехословацкий футболист, игравший на позиции вратаря.

## Карьера игрока

### Клубная
Выступал за команды «Брно», «Татран» (Прешов) и «Интер» (Братислава).

### В сборной
В сборной страны не сыграл ни одного матча, хотя и был в заявке на первый чемпионат Европы 1960 года, на котором получил бронзовую медаль.

## Карьера тренера
Работал тренером словацких клубов «Интер» (Братислава), «Спартак» (Трнава) и «Татран» (Прешов) во времена ЧССР, некоторое время тренировал турецкий «Алтай».